# Jezero ohně
Jezero ohně je ve starověkém egyptském náboženství, v křesťanství a v Platonově dialogu Gorgias (Platón) místo trestu v posmrtném životě. Jezero ohně je použito ve Zjevení Janově. V bibli odpovídá židovské představě Geheny či obecně pekla. Platon ztotožňuje jezero ohně s Tartarem, kde jsou duše mrtvých trestány.

## Starověké egyptské náboženství

Ohnivé jezero v Duat střežené paviány

Ve starověkém egyptském náboženství je jezero ohně zmíněno v Knize mrtvých a textech rakví.

## Křesťanství
V evangeliích Ježíš mluví o neuhasitelném ohni (Mk 9, 43 (Kral, ČEP)) Ve Zjevení Janově je jezero ohně (řeckyλίμνος τοῦ πυρὸς, limnos tou pyros) zmíněno pětkrát. Tradiční výklad jezera ohně a druhé smrti jsou symbolem věčného utrpení jako trestu za bezbožnost